# MDaemon
MDaemon är en mail-server som tillverkas och utvecklas av Alt-N Technologies. Servern är ett alternativ till Microsoft Exchange Server eftersom den körs i Windows-miljö. Servern klarar av både POP3, SMTP och IMAP.